# Chantal Hoffmann
Chantal Hoffmann, née le 30 octobre 1987 à Luxembourg, est une coureuse cycliste luxembourgeoise.

## Biographie
En 2012, elle obtient un Master en Kinésithérapie et Réadaptation à l'Université catholique de Louvain.
Le 22 octobre 2019, elle dispute sa dernière course professionnelle lors du Tour du Guangxi féminin 2019.

## Palmarès

### Par année
- 2013
  -  Médaillée de bronze sur route aux Jeux des petits États d'Europe
  - 3e du championnat du Luxembourg sur route
  - 3e du championnat du Luxembourg de contre-la-montre
- 2014
  - 2e du championnat du Luxembourg sur route
  - 2e du championnat du Luxembourg de contre-la-montre
- 2015
  - 3e du championnat du Luxembourg sur route
  - 3e du championnat du Luxembourg de contre-la-montre

- 2016
  - 2e du championnat du Luxembourg sur route

- 2017
  -  Médaillée d'or par équipe sur route aux Jeux des petits États d'Europe
  - 3e du championnat du Luxembourg de contre-la-montre
  - 7e sur route aux Jeux des petits États d'Europe
- 2019
  - 2e du championnat du Luxembourg sur route

### Classements mondiaux
| Année                                 | 2011 | 2012 | 2013 | 2014 | 2015 | 2016 | 2017 | 2018 | 2019 |
| ------------------------------------- | ---- | ---- | ---- | ---- | ---- | ---- | ---- | ---- | ---- |
| Classement UCI                        | 351e | nc   | 335e | 293e | 419e | 397e | 584e | nc   | 414e |
|                                       |      |      |      |      |      |      |      |      |      |
| Légende : nc = non classéSource : UCI |      |      |      |      |      |      |      |      |      |